# Младенцев, Семён Иванович
Семён Иванович Младенцев (2 февраля 1900 — 31 января 1969) — советский военачальник. Участник Гражданской войны в России, советско-финской и Великой Отечественной войн. Герой Советского Союза (7.04.1940). Генерал-майор (1942).

## Юность и гражданская война
Родился в селе Матюшево (ныне Сосновского района Нижегородской области) в семье крестьянина. Окончил неполную среднюю школу. Работал точильщиком и слесарем на фабрике купца Д. Д. Кондратьева в Павлово Горбатовского уезда, затем на фабрике братьев Первовых там же. 
На службу в Красную Армию призван в июне 1919 года. Участник Гражданской войны. Сначала служил красноармейцем в запасном полку в городе Сызрань, в августе 1919 года зачислен в 174-й стрелковый полк отдельной Московской бригады. В этом полку воевал на Западном фронте с польскими войсками, с эстонскими частями и с отрядами генерала С. Н. Булак-Балаховича под Псковом. Переболел тифом в январе-феврале 1920 года. С апреля был командиром отделения 7-го запасного стрелкового полка в Нижнем Новгороде. В августе 1920 года убыл на Южный фронт для ликвидации Улагаевского десанта, однако к его прибытию боевые действия уже закончились, и он был переведён в 3-й запасный полк (Ставрополь) на должность помощника командира взвода. 

## Межвоенное время
В марте 1921 года направлен учиться, в 1922 году окончил 53-е Новочеркасские пехотные командные курсы. Во время учёбы в составе сводного отряда курсантов в начале 1922 году участвовал в ликвидации банд в Донецкой области. С ноября 1922 по 1928 год служил в 42-м стрелковом Подольско-Серпуховском полку 14-й стрелковой дивизии Московского военного округа на должностях командира взвода, помощника командира роты, командира роты. При этом окончил в августе 1925 года Инженерные курсы усовершенствования командного состава РККА. С ноября 1928 года служил в Объединённой военной школе имени ВЦИК в Москве курсовым командиром, командиром роты учебного батальона, зенитно-пулемётной ротой в батальоне подготовки командиров взвода запаса. С ноября 1930 по май 1931 года учился на Стрелково-тактических курсах усовершенствования комсостава РККА «Выстрел» имени Коминтерна. С апреля 1937 — преподаватель тактики, а с декабря 1938 – старший преподаватель тактики в Московском Краснознамённом училище имени Верховного Совета РСФСР. 
С августа 1939 года — командир 387-го стрелкового полка, который формировался в городе Горький. В сентябре полк был переброшен на границу с Эстонией, в ноябре — в Карелию. 

## Финская и Великая Отечественная войны
Участник советско-финской войны 1939—1940 годов с декабря 1939 года. Командир 387-го стрелкового полка (136-я стрелковая дивизия, 13-я армия, Северо-Западный фронт) майор Семён Иванович Младенцев умело руководил боевыми действиями полка, который 14 февраля 1940 года выбил противника из сильно укреплённого пункта Кюреля (ныне пос. Красносельское Выборгского района Ленинградской области). 21 февраля 1940 года умело организовал взаимодействие пехоты, танков и артиллерии при прорыве укреплённого района Муола-Ильвес (посёлок Стрельцово Выборгского района), чем обеспечил овладение первой линией обороны финнов. 
Указом Президиума Верховного Совета СССР от 7 апреля 1940 года «за образцовое выполнение боевых заданий командования на фронте борьбы с финской белогвардейщиной и проявленные при этом отвагу и геройство» майору Семёну Ивановичу Младенцеву присвоено звание Героя Советского Союза с вручением ордена Ленина и медали «Золотая Звезда» № 97.
По окончании боевых действий Младенцев тяжело заболел туберкулёзом, до мая 1941 года находился на лечении. В мае 1941 года был назначен начальником Сухумского пулемётного училища. 
После начала Великой Отечественной войны в июле 1941 года назначен начальником Московского пехотного училища имени Верховного Совета РСФСР. В октябре 1941 года с личным составом училища влился в отдельный курсантский полк и был назначен его командиром. Полк под его командованием участвовал в боях под Москвой с октября по начало декабря 1941 года. Подвиг курсантов в октябре 1941 года на дальних подступах к Москве — одна из ярких и трагичных страниц битвы за Москву. Спешно брошенный в бой в полосе 16-й армии Западного фронта на волоколамском направлении курсантский полк под командованием С. И. Младенцева задерживал на каждом рубеже по несколько дней немецкое наступление на Москву, выигрывая время для похода резервов и восстановление организованной обороны Западного фронта. За успех было заплачено дорогой ценой, из 1572 бойцов и командиров личного состава полка погибли 720. В этих тяжёлых боях полковник Младенцев проявил исключительную отвагу. В критические минуты боя он лично водил курсантов в контратаки, в ночных атаках полк отбивал те рубежи, которые под натиском врага оставлял днём. Однако и врагу был нанесён большой урон: курсанты уничтожили более 2000 гитлеровских солдат и офицеров, до 20 танков, 3 бронемашины, много иного вооружения, захватили 8 противотанковых пушек и другие трофеи. 
В начале декабря полк был выведен из боя, оставшиеся в живых курсанты были произведены в офицеры, а Младенцев направлен вновь руководить училищем, которое к тому времени было эвакуировано в Новосибирск.  
Вернулся на фронт Великой Отечественной войны после своих неоднократных просьб только в августе 1944 года. Был назначен командиром 127-й стрелковой дивизии 38-й армии на 1-м Украинском фронте. Участвовал в Карпатско-Дуклинской наступательной операции. В ноябре дивизию передали в состав 3-й гвардейской армии этого фронта, в которой дивизия обороняла Сандомирский плацдарм, с января 1945 года участвовала  в Висло-Одерской, Нижнесилезской, и на начальном этапе Берлинской наступательных операциях. Его дивизия отличилась при взятии города Котбус, в связи с чем приказом Верховного Главнокомандующего И. В. Сталина от 23 апреля 1945 года воинам дивизии была объявлена благодарность, и в Москве был дан артиллерийский салют.
С 25 апреля 1945 года — заместитель командира 120-го стрелкового корпуса этой же армии, умело действовал в Берлинской и в Пражской наступательных операциях.

### После Великой Отечественной войны
После войны продолжал службу в Советской Армии. В августе 1945 года назначен начальником Тульского пехотного училища, в октябре — начальником Ярославского пехотного училища имени генерал-лейтенанта Ф. М. Харитонова. Руководил им до октября 1947 года. В 1948 году окончил курсы усовершенствования командиров стрелковых дивизий при Военной академии имени М. В. Фрунзе. С 1948 года — начальник Объединённых курсов усовершенствования офицерского состава Северо-Кавказского военного округа. В январе 1954 года генерал-майор С. И. Младенцев уволен в запас. 
Жил в городе-герое Москве. Скончался 31 января 1969 года. Похоронен на Кузьминском кладбище.

## Воинские звания

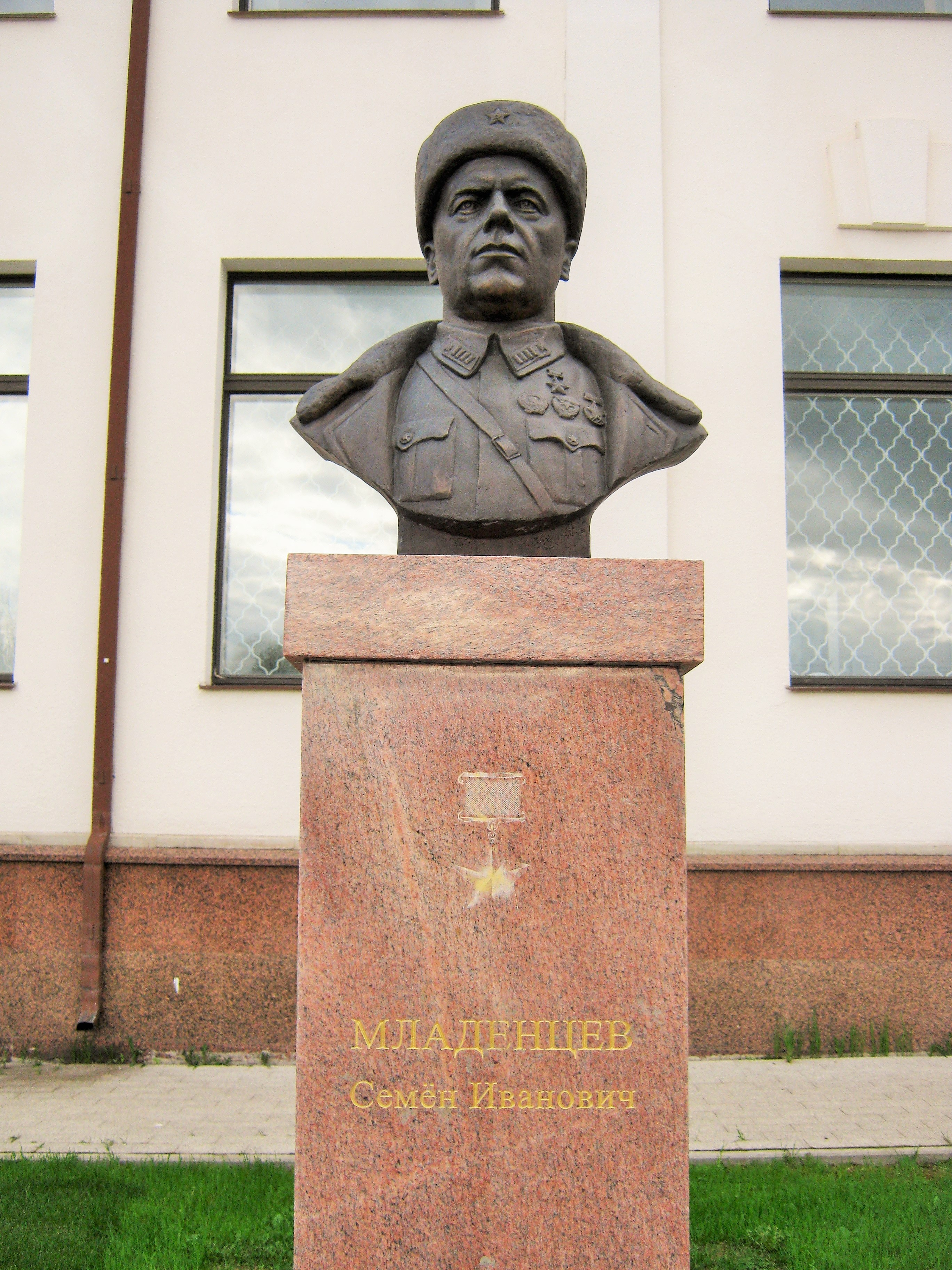
Бюст С. И. Младенцева на Октябрьской площади в Волоколамске

- Майор (28.12.1936)
- Полковник (9.05.1940)
- Генерал-майор (20.12.1942)

## Награды
- Медаль «Золотая Звезда» Героя Советского Союза (7.04.1940);
- два ордена Ленина (7.04.1940, 21.02.1945);
- четыре ордена Красного Знамени (31.12.1941, 3.11.1944, 26.05.1945, 15.11.1950);
- орден Красной Звезды (22.02.1944);
- медали, в том числе:
- медаль «За боевые заслуги» (28.10.1967);
- медаль «За оборону Москвы»;
- медаль «За взятие Берлина»;
- медаль «За освобождение Праги»;
- другие медали